# 东湖樱花园

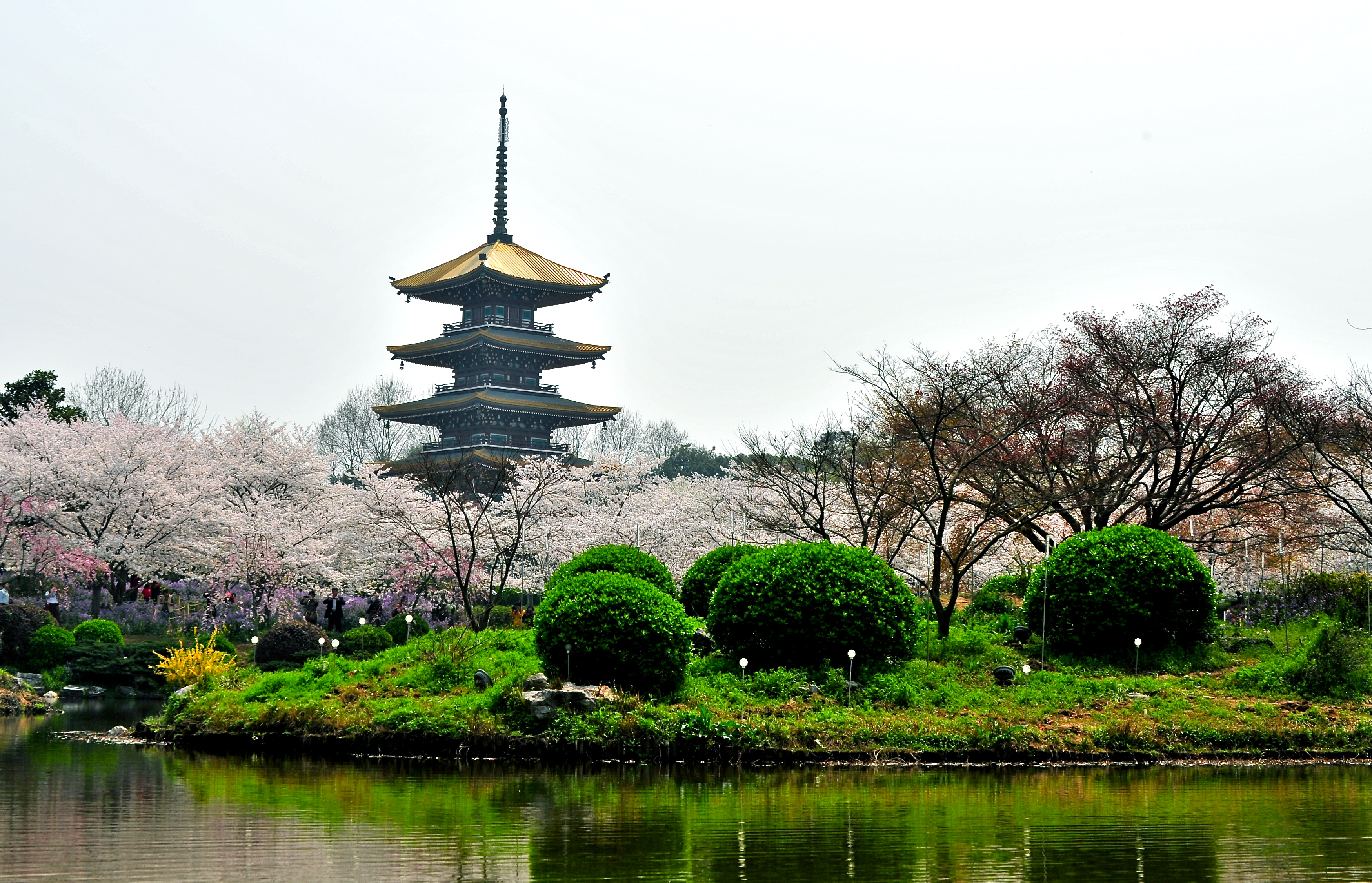
东湖樱花园

东湖樱花园，又称武汉磨山樱花园，是中国湖北省武汉市武昌区东湖区的一个公园。日本樱花树是在日军占领武汉期间在武汉大学附近的这一带种植的，二战后继续种植。中国最著名的两个樱花公园之一，另一个是辽宁省大连市的旅顺龙王塘樱花园。